# آرتور سندرز (بازیکن فوتبال)
آرتور سندرز (انگلیسی: Arthur Sanders; ۸ مهٔ ۱۹۰۱ – ۲۶ سپتامبر ۱۹۸۳) بازیکن فوتبال اهل بریتانیا بود.
از باشگاه‌هایی که در آن بازی کرده‌است می‌توان به باشگاه فوتبال تاتنهام هاتسپر و باشگاه فوتبال لیتون اورینت اشاره کرد.